# ویلیام د آموریم
ویلیام دوگلاس دِ آموریم (پرتغالی: William Douglas De Amorim؛ زادهٔ ۵ دسامبر ۱۹۹۱) بازیکن فوتبال اهل برزیل با تابعیت رومانی است است.
از باشگاه‌هایی که در آن بازی کرده‌است می‌توان به آسترا جورجو، استوا بخارست و قیصریه‌اسپور سابقهٔ حضور دارد.